# Право на вознаграждение за свободное воспроизведение фонограмм и аудиовизуальных произведений в личных целях
Право на вознаграждение за свободное воспроизведение фонограмм и аудиовизуальных произведений в личных целях по законодательству большинства стран мира принадлежит авторам, исполнителям, изготовителям фонограмм и аудиовизуальных произведений.

## Общая характеристика
Право на вознаграждение за свободное воспроизведение фонограмм и аудиовизуальных произведений в личных целях сформировалось в соответствии с положениями Бернской и Римской конвенций, а также ряда более поздних международных соглашений.
Вознаграждение за свободное воспроизведение фонограмм и аудиовизуальных произведений в личных целях имеет компенсационный характер. Оно выплачивается правообладателям за счет средств, которые подлежат уплате изготовителями и импортерами оборудования и материальных носителей, используемых для такого воспроизведения, например, в Бельгии, Германии, Греции, Италии, Польше, Румынии, Испании и др., или только «чистых носителей»: Австрия, Дания, Голландия, Швеция, Франция и др.
Сбор, распределение и выплату причитающегося правообладателям вознаграждения за воспроизведение экземпляров произведений и объектов смежных прав в личных целях, как правило, осуществляют организации по управлению правами на коллективной основе.
Первыми государствами, наделившими авторов, исполнителей, изготовителей фонограмм и аудиовизуальных произведений правом на получение вознаграждения за свободное воспроизведение фонограмм и аудиовизуальных произведений в личных целях были Германия (1965 г.), Австрия (1980 г.) и Венгрия (1982 г.).

## Практика применения

### Германия
В Германии сборами за чистые носители занимается организация ZPU. Собранные средства распределяются среди организаций, управляющих правами соответствующих категорий правообладателей на коллективной основе: GEMA, GVL и др. Контроль над деятельностью ZPU осуществляется государственным Агентством по патентам и товарным знакам. По закону плательщиками вознаграждения определены производители и импортеры соответствующей продукции, а также фирмы-посредники, которые обязаны по запросу ZPU представлять отчеты о таможенной стоимости товаров и цене реализации соответственно. Размеры ставок устанавливаются ZPU по итогам переговоров между ZPU и ассоциациями производителей и импортеров.

### Франция
Во Франции сбором вознаграждения за свободное воспроизведение фонограмм и аудиовизуальных произведений в личных целях занимаются две организации: Sorecop (аудиоустройства) и Copie France (видеоаппаратура). Контроль их деятельности осуществляется Министерством культуры. Практический сбор вознаграждения начался в 1986 году. Ставки разрабатываются и утверждаются специальной комиссией (Commission D’Albis), состав которой утверждается совместным приказом министров культуры, промышленности и торговли. В состав комиссии включаются представители организаций, осуществляющих сбор вознаграждения (12 человек), импортеров и производителей облагаемого сбором оборудования (6 человек), а также обществ потребителей (6 человек). Председателем комиссии назначается представляющий государство член Государственного совета или Верховного суда.

### Италия
В Италии сбором вознаграждения и его распределением среди организаций, представляющих другие категории правообладателей занимается авторское общество SIAE. Тарифы удержаний устанавливаются директивой министра национального наследия и культуры.

### Россия
В России законодательная норма, предусматривающая право на получение вознаграждения за свободное воспроизведение фонограмм и аудиовизуальных произведений в личных целях появилась в 1993 году (ст. 26 Закона РФ «Об авторском праве и смежных правах»), однако до 2010 года эта норма на практике не применялась.
14 октября 2010 года Правительство РФ на основании статьи 1245 Гражданского кодекса РФ издало Постановление № 829 «О вознаграждении за свободное воспроизведение фонограмм и аудиовизуальных произведений в личных целях». В этом Постановлении были определены ставки вознаграждения, уточнён порядок распределения и выплат вознаграждения правообладателям. Фактически была введена ставка в размере 1% от полной стоимости (так называемый «налог на болванки») для множества электронных устройств, в том числе всех ЭВМ, ЗУ, радиостанций, аппаратуры видео- и аудиозаписи и воспроизведения, телефоны. Столь широкий список облагаемых налогом устройств, а также обложение ставкой полной стоимости устройства вызвали множество споров между производителями, импортерами и аккредитованной организацией. 
Государственная аккредитация на осуществление данной деятельности предоставлена Российскому союзу правообладателей.

## Данные о размерах сборов в2008 году(в млн.евро)
- Франция (SORECOP и Copie France) — 181,78 (2009) (25 % от суммы сбора направляется на социально-культурные нужды).
- Германия (ZPU) — 148.8 (2007)
- Италия (SIAE) — 61.7
- Испания (SGAE) — 60.0 (20 % от суммы сбора направляется на социально-культурные нужды).
- Швейцария (SUISA) — 22.0
- Япония (SARAH и SARVH) — 21.1
- Нидерланды (Stichting de Thuiskopie) — 17.0
- Канада (Canadian Private Copying Collective) — 16.4
- Бельгия (Auvibel) — 15.1
- Швеция (CopySwede) — 14.4
- Австрия (Austro Mechana) — 13.2
- Финляндия (TEOSTO) — 12.0 (9.0 в 2009 году)[7]

В России за 2011 год было собрано 683 млн рублей, 42% из них было успешно выплачено различным крупным правообладателям.

## Оценки и мнения
Основной проблемой сбора вознаграждения является его зависимость от вместимости или цены носителей и оборудования, а не от того, будут ли они использоваться для воспроизведения несвободных произведений и в каком объёме. Другие проблемы — определение доли собранных средств, причитающейся каждому правообладателю (в том числе, зависимость от вида произведения), справедливость использования части средств в других целях, например «на поддержку национальной культуры» или в качестве доходов собирающей организации, а также выбор этой организации.
Сторонники права на вознаграждение за воспроизведение в личных целях (как являющиеся сторонниками исключительных прав на данный вид использования или вознаграждения за него, так и рассматривающие вознаграждение как меньшее зло при существующем законодательстве) противопоставляют ему отсутствие права на соответствующее свободное использование произведений.
С другой стороны, Ричард Столлман, предлагает ввести для электронных книг что-то подобное этому праву, но с отменой ограничений на всякое некоммерческое распространение точных копий. Для более равномерного распределения вознаграждения он предлагает использовать кубический корень от популярности; например, автор в 8 раз популярнее другого получал бы в 2 раза больше средств. Другой вариант — удобная система микроплатежей.

## Правовые акты
- Гражданский Кодекс РФ (Часть 4) от 18.12.2006 N 230-ФЗ (принят ГД ФС РФ 24.11.2006) Архивная копия от 30 сентября 2019 на Wayback Machine